# Berkovský zámeček
Berkovský zámeček stával v obci Sloup v Čechách za sloupským hradem. Připomínají jej pouze zbytky bran, které jsou kulturní památkou.

## Historie
Zámeček nechal roku 1596 postavit Adam Berka z Dubé. Roku 1630 provedli Kolovratové opravu objektu. Dne 10. srpna 1733 po zásahu blesku celý zámek vyhořel. Opraveny byly pouze byty pro úředníky. O šest let později, roku 1739, je koupila sochařská rodina Maxů. Zámek vydržel i druhou světovou válku, ale roku 1959 byl jako zcela zchátralý zbořen. Do současné doby zůstaly pouze dvě renesanční brány umístěné u parkoviště v ulici Pod hradem. Zbytky jsou kulturní památkou evidovanou pod č. 28529/5-3265.

## Popis
Jednalo se o patrovou budovu se zděným přízemím a hrázděným patrem. Okolo se nacházely hospodářské budovy a zahrada.

## Dostupnost
Místo, kde zámeček stával, je snadno dostupné, neboť v jeho blízkosti se nachází parkoviště skalního hradu Sloup. Okolo pak vede modře značená turistická trasa od Pihele na Maxov. Po nedaleké silnici II/268 (od Svojkova na Nový Bor) zčásti vede i červená turistická trasa od Janova na Svojkov.